# Mustafa Hekimoğlu
Mustafa Erhan Hekimoğlu (* 22. April 2007 in Kağıthane) ist ein türkischer Fußballspieler. Der Offensivspieler steht bei Beşiktaş Istanbul unter Vertrag.

## Karriere

### Verein
Hekimoğlu begann seine Fußballkarriere 2017 in dem Jugendverein von Beşiktaş Istanbul. Am 7. November 2022 unterzeichnete er seinen ersten Profivertrag mit dem Verein. Sein Debüt gab Hekimoğlu am 14. Dezember 2023 im UEFA Europa Conference League-Spiel gegen FC Lugano, das Beşiktaş mit 2:0 gewann. Er wurde in der 61. Minute für den verletzten Jackson Muleka eingewechselt.
Am 3. August 2024 erzielte er im türkischen Supercup-Finale gegen Galatasaray Istanbul, das mit 5:0 endete, sein erstes offizielles Tor für die Profimannschaft. Er wurde in der 85. Minute eingewechselt und traf zum fünften Tor des Spiels.

### Nationalmannschaft
Hekimoğlu hat die Türkei in verschiedenen Jugendnationalmannschaften vertreten. Er spielte für die U15-, U16-, U17-, U18- und U21-Teams und erzielte dabei mehrere Tore. Am 30. August 2024 wurde er erstmals in die türkische A-Nationalmannschaft berufen.